# Hans Toch
Hans Herbert Toch (geboren 17. April 1930 in Wien; gestorben 18. Juni 2021 in Loudonville, New York) war ein US-amerikanischer Sozialpsychologe und Kriminologe österreichischer Herkunft.
Toch emigrierte als Kind 1941 mit seiner Familie nach Kuba, wo er die Schule besuchte, und von dort 1946 in die USA. Er studierte am Brooklyn College Psychologie (B.A., 1952) und an der Princeton University Sozialpsychologie, wo er 1955 zum Ph.D. promoviert wurde. Zwischen 1957 und 1967 war er zunächst als Instructor, später als Professor am Department of Psychology der Michigan State University in East Lansing tätig. Von 1968 bis zu seiner Emeritierung lehrte Toch als Professor für Kriminologie an der State University of New York in Albany.
Toch lieferte bedeutende Beiträge zur Gefängnisforschung.

## Schriften (Auswahl)
- Violent men. An inquiry into the psychology of violence. Chicago: Aldine, 1969.
- Living in prison. The ecology of survival, New York: Free Press, 1977, ISBN 0-02-932680-X.
- Corrections. A humanistic approach, Guilderland, N.Y.: Harrow and Heston, 1997, ISBN 0-911577-40-8.
- Men in crisis. Human breakdowns in prison. 2. Auflage. New Brunswick, N.J.: Transaction Publishers, 2007, ISBN 0-202-30932-0.